# Мосгаз (телесеріал)
«Мосгаз» — російський десятисерійний детективний телевізійний художній фільм 2012 року, знятий режисером Андрієм Малюковим. Сценарій фільму віддалено заснований на п'яти злочинах, скоєних у Москві одним із перших радянських серійних убивць Володимиром Йонесяном, у період із грудня 1963 по січень 1964 року.
У Росії прем'єра відбулася на «Першому каналі» 29 жовтня 2012 . У 2014 році телесеріал був нагороджений премією «Золотий орел» у номінації «Найкращий телефільм або міні-серіал (до 10 серій)».
Телесеріал «Мосгаз» є першим у серії детективів про майора Черкасова. Пригоди майора Івана Черкасова продовжились у телесеріалах:
- «Кат» (2014);
- «Павук» (2015);
- «Шакал» (2016);
- «Операція „Сатана“» (2018);
- «Формула помсти» (2019);
- «Катран» (2020);
- «Пастка» (2021).

## Сюжет
1 грудня 1962 року Микита Хрущов відвідує виставку художників-авангардистів у Манежі і обрушує хвилю різкої критики на молодого амбітного художника Стаса Шелеста. Через деякий час хтось вбиває хлопчика Сергія Чеботаря. Справою займаються майор Іван Черкасов та лейтенант-криміналіст Соня Тимофєєва, яким за допомогою єдиного свідка — друга Сергія Славика Карпухіна, — вдається скласти приблизний портрет убивці: чоловік в окулярах, темному пальті, вушанці з бородою та вусами. У квартири він проникає, кажучи «Мосгаз. Відкрийте!».
Зрештою докази та підозри виводять Черкасова та Соню на Стаса Шелеста (який, за сумісництвом, друг Соні), та його друзів-акторів, один з яких, Влад Вихров, закохується у Соню, але загинуть ще вісім людей, перш ніж справжній вбивця нарешті розкриє себе.

## Ролі виконують

### У головних ролях
- Андрій Смоляков — Іван Петрович Черкасов, майор міліції (серії 1-5 та 8), капітан міліції (серії 5-8), начальник карного розшуку районного відділення міліції
- Марина Олександрова — Софія (Соня) Борисівна Тимофєєва, молодший лейтенант міліції, експерт-криміналіст (прототип — Софія Файнштейн)
- Максим Матвєєв — Владислав (Влад) Георгійович Вихров, співак, артист Московського державного театру музичної комедії
- Юрій Чурсін — Станіслав (Стас) Петрович Шелест (Нілін), художник-декоратор у Московському державному театрі музичної комедії
- Агнія Кузнєцова — Наталія Василівна Строєва, художник, подруга Соні Тимофєєвої та дівчина Стаса Шелеста
- Світлана Ходченкова — Ірина Вікторівна Лаврова, артистка кордебалету у Московському державному театрі музичної комедії, подруга Влада Вихрова
- Катерина Клімова — Віра Іллівна Томіліна, дружина (потім — колишня дружина) Івана Черкасова, директор універмагу «Московський»
- Даніела Стоянович — Маргарита Семенівна Карпухіна, лікар-педіатр, мати Славіка
- Анатолій Кузнєцов — Анатолій Тимофєєв, генерал, дід Соні, фронтовий друг Івана Черкасова
- Олександр Дробитько — Славік Карпухін, син Маргарити Семенівни (прототип — Артем Фролов)

### У ролях
- Роман Мадянов — Едуард Максимович Самойленко, директор Московського державного театру музичної комедії
- Олексій Бардуков — Олексій Гаркуша, старший лейтенант міліції, оперативник
- Юрій Тарасов — Микита Васильович Пожидаєв, майор міліції, співробітник МУРу
- Анатолій Гущин — Василь Перм'як, оперативник
- Володимир Юматов — Григорій Михайлович Чудовський, журналіст, фронтовий друг Івана Черкасова
- Євгенія Дмитрієва — Алевтина Матвіївна Чоботар, бібліотекар, дружина Ігоря Васильовича, мати Сергія
- Владислав Вєтров — Ігор Васильович Чоботар, технолог ткацької фабрики, чоловік Алевтини Матвіївни, батько Сергія
- Ігор Савочкін — Микола Арсенович Агєєв, підозрюваний у серії жорстоких вбивств
- Луїза Мосендз — Зінаїда Василівна Кац, експерт
- Вадим Андрєєв — Федір Григорович Шаблін, полковник міліції, начальник МУРу, колишній фронтовик
- Борис Каморзін — Дмитро Романович Перетягін
- Алефтіна Євдокимова — Кіра Іллівна, мати першої дружини Черкасова
- Раїса Рязанова — тітка Даша, помічниця в будинку генерала Тимофєєва
- Аліна Ольшанська — Потапова
- Данило Кокін — Цепляєв («Милиця»)
- Анастасія Шалонько — Валя, сусідка та подруга Славіка Карпухіна
- Сергій Лосєв — Микита Сергійович Хрущов, Перший секретар ЦК КПРС (озвучив Сергій Безруков)
- В'ячеслав Чепурченко — Юрков, сержант, дільничний інспектор міліції
- Денис Курочка — Алік Фатьянов, фотограф-криміналіст
- Олег Васильков — «Тугрик», колишній зек, таємний інформатор Івана Черкасова
- Семен Тріскунов — Сергій Чеботар («Чебот»), син Ігоря Васильовича та Алевтини Матвіївни (прототип — Костянтин Соболєв)

## Критика
Хоча промореклама серіалу насамперед посилалася на Йонесяна, сам серіал є дуже вільним викладом реальних подій і запозичує вкрай мало реальних деталей із справи Йонесяна.
Згідно з газетою «Співрозмовник», автори серіалу вирішили показати історію не про Йонесяна та його злочини, а про час, коли це відбувалося, і тому образ «МосГазу» в серіалі багато в чому романтизований, а саме поєднання «МосГаз-Іонесян» було використане для піару.
Імовірно, всіх співробітників МУРу, які займалися справою Йонесяна, на момент прем'єри серіалу вже не було в живих(криміналіст Софія Файнштейн, яка створювала фоторобот Іонесяна, померла за півроку до прем'єри 25 травня 2012). Керівник прес-групи МУРу Олексій Бахромєєв заявив, що сюжет повністю «висмоктаний з пальця», зазначивши, що зумів подивитися лише півтори серії, і що автори серіалу офіційно за консультацією в МУР не зверталися.